# Baldemar von Petterweil
Baldemar von Petterweil, oft auch Baldemar von Peterweil oder Baldemar Fabri (* um 1320 vielleicht in Bürgel, wahrscheinlich aber Frankfurt am Main; † 14. Januar 1382 oder 1383 in Frankfurt am Main) war ein im 14. Jahrhundert lebender Kanoniker des St. Bartholomäusstifts in Frankfurt am Main. Er gilt als erster Geschichtsschreiber und Topograph der Stadt und hinterließ Aufzeichnungen, die eine nahezu vollständige Rekonstruktion der städtischen Topographie zu seinen Lebzeiten erlauben.

## Leben
Geburtsjahr und -ort Petterweils sind nicht bekannt, erstmals urkundlich bezeugt wurde er 1336 bei Bürgel, von 1341 bis 1381 war er ebenso nachweislich Kanoniker am St. Bartholomäusstift in Frankfurt am Main. Aufgrund dieser beruflichen Stellung ist davon auszugehen, dass er bereits um 1320 in Frankfurt am Main geboren wurde. Das von ihm bekleidete Amt des damals schon traditionsreichen und bedeutsamen Stifts und auch der Nachname legen nahe, dass schon seine Vorfahren aus dem nahen Ort Petterweil, heute ein Stadtteil von Karben, eingewandert waren und das Bürgerrecht erworben hatten. Petterweil hatte einen Bruder namens Hertwig und eine Schwester namens Gela.

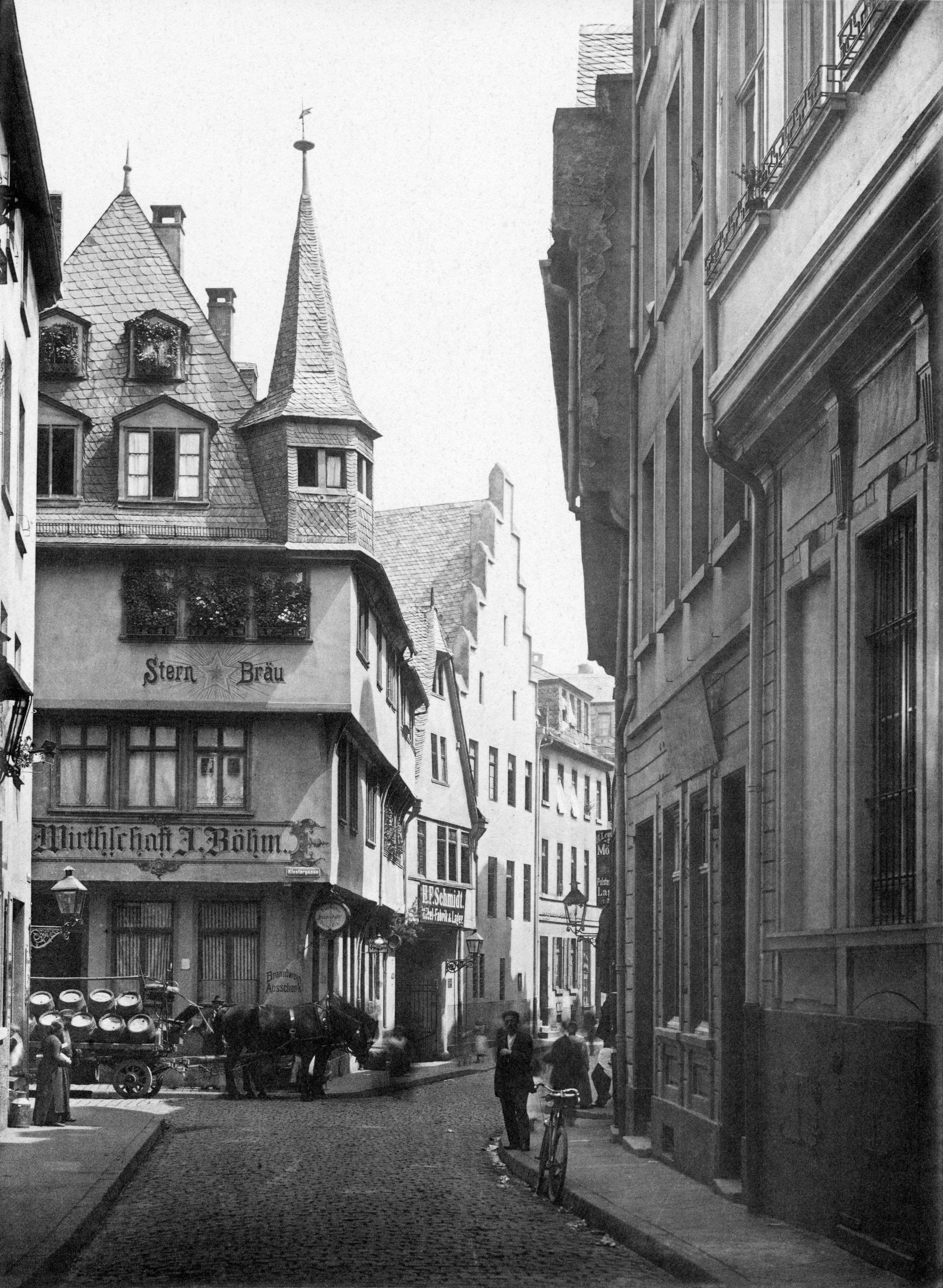
Das von Petterweil erworbene Vikarshaus Zum Roten Hahn an der Ecke Predigerstraße / Klostergasse (hier der direkte, gleichnamige Nachfolgebau aus den 1480er Jahren), um 1902
(Fotografie von Carl Friedrich Fay)

Bereits das früheste und auch erhaltene Bürgerbuch der Stadt – also ein Buch, in dem Ein- und Austritte in den Bürgerstand niedergeschrieben wurden – nennt im Jahre 1311 einen Zuwanderer namens Wilhelmus de Petirwil. Es bleibt die einzige Erwähnung eines Bürgers aus diesem Ort für mehrere Jahrzehnte. Es wäre somit möglich, dass Wilhelmus, auch unter Berücksichtigung der Altersabstände, der erste Spross der Familie Petterweil in Frankfurt und der Vater von Baldemar von Petterweil war. Dies ist allerdings urkundlich unbewiesen, zumal es bereits im 13. Jahrhundert Bürgerrollen gab, die schon in der Frühen Neuzeit nicht mehr erhalten waren.

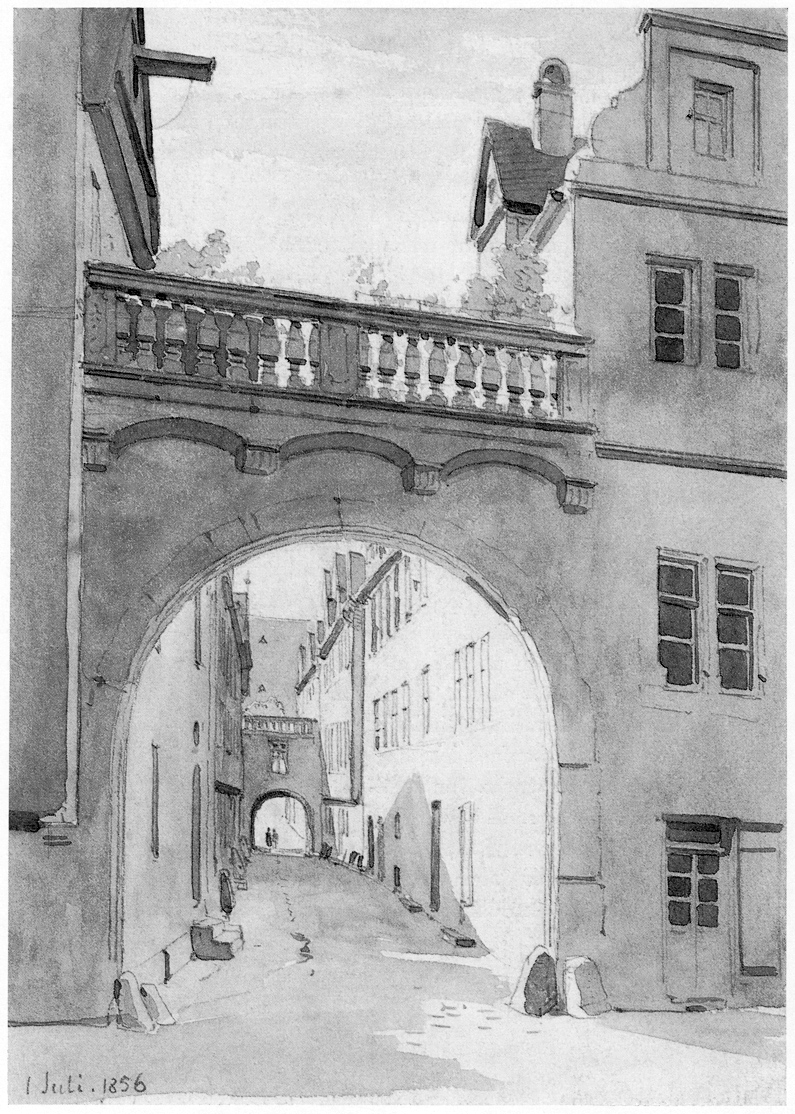
Ehemaliger Schmidt-Hof, von der Schnurgasse aus gesehen, 1856
(Aquarell von Carl Theodor Reiffenstein)

Es existieren zahlreiche urkundliche Erwähnungen, vor allem in der ersten Hälfte des 14. Jahrhunderts, die auf eine Verbundenheit weiterer Familienmitglieder mit dem Stift St. Bartholomäus hindeuten. Gemäß Johann Georg Battonn, der aus Stiftsquellen nicht wörtlich zitierte, war Petterweils Bruder sogar Chorherr des Stifts.
Mit seinen Geschwistern lebte Petterweil auf dem an der Schnurgasse, gegenüber der Ziegelgasse gelegenen Schmidt-Hof, der damals den noch eigenständigen nördlichen Teil des später mit ihm vereinigten, großen Nürnberger Hofs bildete. Angeblich gab ersterem eine eingedeutschte Form des alternativen Nachnamens von Petterweil – Fabri = lateinisch für Schmied – seinen Namen.
Vom Leben Petterweils ist außer seiner urkundlich verbürgten Stiftungstätigkeit nahezu nichts bekannt. So stiftete er zusammen mit seinen Geschwistern mit einem Zins des vorgenannten Hofs 1379 die Vikarie der Heiligen Dreifaltigkeit, der sein Bruder nach seinem Tod entweder am 14. Januar 1382 oder 1383 noch zwei an ihre Behausung angrenzende Häuser hinzufügte.
Battonn führte, basierend auf den vorgenannten Quellen, weiter aus, dass Petterweil 1364 auch das Haus Zum roten Hahn an der Ecke Klostergasse / Predigerstraße (beide nach dem Zweiten Weltkrieg aufgehoben bzw. überbaut) erwarb. Es diente ab 1379 dem Vikar der von ihm begründeten Stiftung als Wohnsitz und wechselte erst im 16. Jahrhundert wieder den Besitzer, als die Stiftung infolge der Reformation einging.
An Petterweil erinnert die gleichnamige Straße in Bornheim, wo nach dessen Eingemeindung 1877 die Elisabethenstraße eine entsprechende Umwidmung erfuhr.

## Werk
Petterweil fertigte eine große Menge historischer Aufzeichnungen an, die ein über seine eigentliche Tätigkeit hinausgehendes Interesse an der Stadtgeschichte vermuten lassen. So schrieb er wichtige Informationen über den Dombrand von 1349 und den Empfang römisch-deutschen Kaiser im Dom im nach ihm benannten Liber Baldemari nieder. Das wichtige Quellenwerk ging wohl im frühen 19. Jahrhundert verloren, da zum Beispiel Johann Georg Battonn für sein Hauptwerk Oertliche Beschreibung der Stadt Frankfurt am Main noch aus ihm schöpfen konnte, es 1884 aber bereits als Verlust bezeichnet wird.

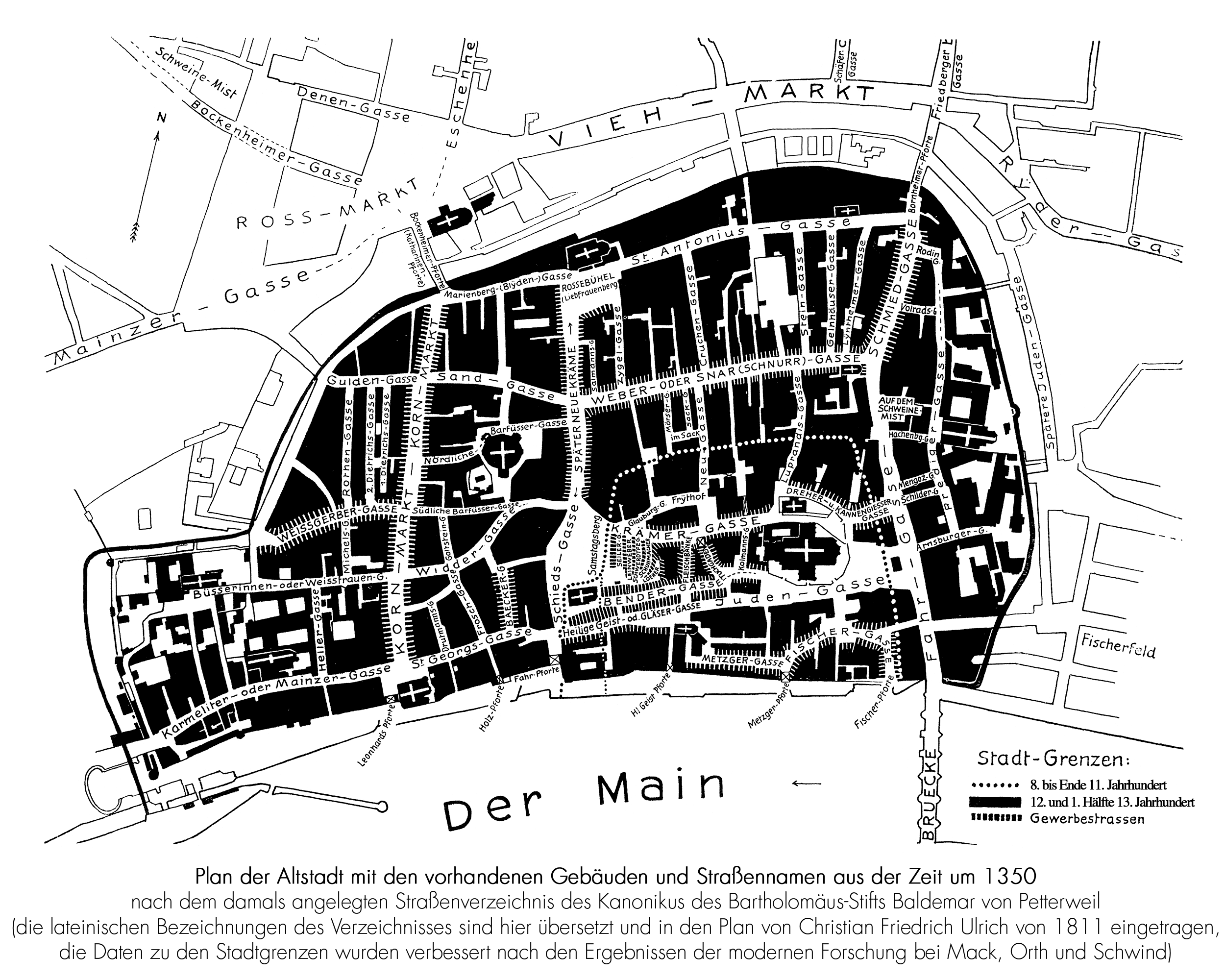
Karte der Frankfurter Altstadt um 1350 nach den Aufzeichnungen Petterweils, übertragen auf den Stadtplan von Christian Friedrich Ulrich von 1811
(Lithografie)

Ihm lange Zeit ebenfalls zugeschrieben wurde eine über vier Meter lange Dirigierrolle mit Rollentexten und Darstelleranweisungen zum Frankfurter Passionsspiel aus dem Jahre 1350. Da vergleichbare Texte der Zeit nur fragmentarisch überliefert sind, handelt es sich dabei um das früheste vollständig erhaltene Schriftstück dieser Art im deutschen Raum. Trotz der unzweifelhaften Frankfurter Provenienz gilt die Autorenschaft Petterweils nach neueren paläografischen Untersuchungen jedoch als unwahrscheinlich.

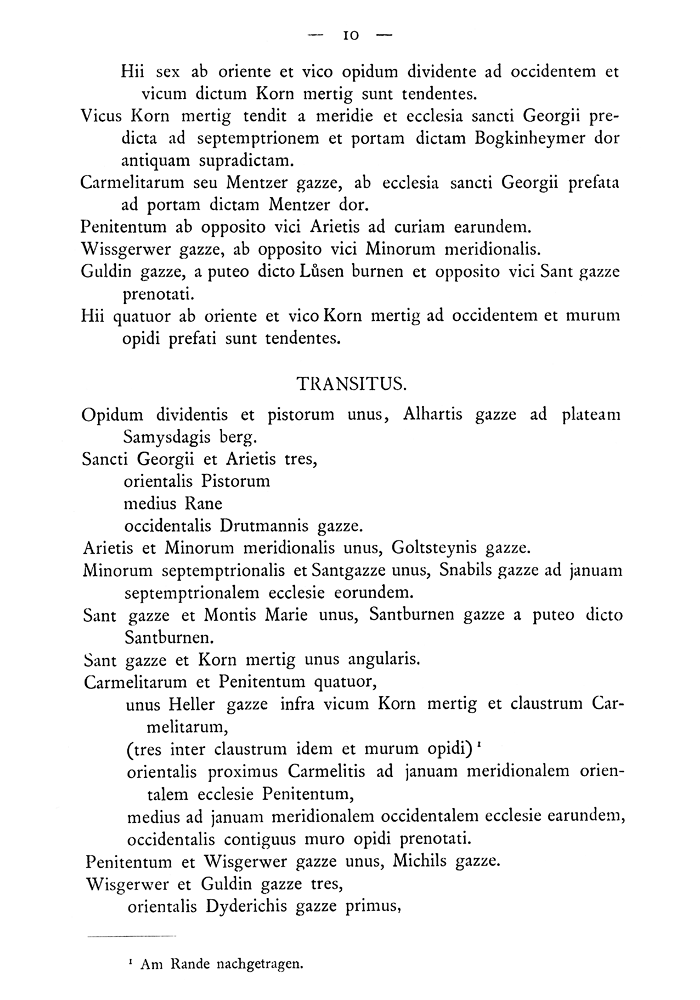
Beispielhafter Auszug aus dem lateinischen Transkript des Liber censuum von Heinrich von Nathusius-Neinstedt, 1896

Von historisch größter Bedeutung ist Petterweils im selben Jahr niedergeschriebener Liber censuum. Im Prinzip handelt es sich dabei nur um ein Verzeichnis der Einkünfte des Domstifts, das er aber sehr ausführlich fasste und in vier Teile zerfällt. Der erste beschreibt die Einkünfte nach Monatsdaten geordnet, der zweite nach Orten, von denen sie stammen, der dritte nach Vikarien und der vierte nach Ämtern der betreffenden Geistlichen. Den vier Teilen geht eine Einführung mit einer Erklärung des Zwecks des Buchs sowie ein ausführliches Straßenregister voraus. Diese gliederte er in Hauptstraßen (Principales), Verbindungsstraßen (Transistus) und Sackgassen (Inpertransibiles).
Auf Basis des Textes kann somit die Ausdehnung, Topographie und teils auch soziale Struktur der Frankfurter Altstadt Mitte des 14. Jahrhunderts nachvollzogen werden, die damals im Wesentlichen noch aus der staufischen Stadtanlage innerhalb der Grabenstraßen bestand. Es ist damit der älteste bekannte Frankfurter Text dieser Art überhaupt. Petterweils Ordnungssystem spiegelt einerseits seine Prägung als Scholastiker, andererseits sein mittelalterliches Weltbild wider, ist aber dennoch für die Zeit mehr als außergewöhnlich, da es sich um eine akkurate Beschreibung ohne symbolhaften Charakter handelt, die zudem frei von Elementen des damals üblichen „Städtelobs“ ist.
Trotz seiner Bedeutung wurde das Buch bis heute weder in voller Länge transkribiert, geschweige übersetzt und veröffentlicht. Ludwig Heinrich Euler und zuletzt Heinrich von Nathusius-Neinstedt haben sich im 19. Jahrhundert immer nur mit der Einleitung und dem darin enthaltenen Straßenverzeichnis beschäftigt, nicht aber mit den teils sehr reichen topographischen Angaben der vier nachfolgenden Hauptteile des Buchs, die oft bestimmte Orte oder Häuser in Frankfurt das erste Mal überhaupt erwähnen.
Bei Battonn (s. o.) finden sich zumindest größere Auszüge in lateinischer Sprache abgedruckt. Wie Friedrich Siegmund Feyerlein ausführte, war Petterweil Vorbild und wohl auch Auslöser für Battonns topographische Tätigkeit, zumal sich in seinem Nachlass auch ein kommentiertes Transkript des Straßenverzeichnisses fand. Demnach sollte das Verzeichnis ursprünglich Battons unvollendet gebliebenen und erst in den 1860er Jahren zur Veröffentlichung gelangten Werk zur Frankfurter Topographie vorweggedruckt werden, wozu es allerdings nicht kam.